# Jesper Hoffmeyer
Jesper Hoffmeyer (født 21. februar 1942, død 25. september 2019) var en dansk biokemiker og internationalt anerkendt semiotiker. 
Hoffmeyer var mest kendt for sammen med Claus Emmeche at have introduceret begrebet biosemiotik i Danmark. Han udgav en serie bøger, bl.a. "En snegl på vejen" fra 1996. Han blev doktor med disputatsen "Biosemiotik" fra 2005, og var videnskabsredaktør på Dagbladet Information i en årrække.
Hoffmeyer udgav i 2009 "Tro på tvivl – Kritik af religiøs og videnskabelig ufornuft".

## Ekstern henvisning
- Jesper Hoffmeyers hjemmeside Arkiveret 18. november 2019 hos  Wayback Machine